# あきらめない
特定非営利活動法人あきらめない（とくていひえいりかつどうほうじん あきらめない）は、東京都千代田区に本部を置く特定非営利活動法人である。

## 概要
全国にある児童養護施設で生活している児童に対する自立支援活動を行っている。主な活動として寄付募集、広報・啓蒙活動を行うことを使命としている。またウェブメディア「日刊スゴイ人!」の運営もしていた（2018年、ウェブサイト「PSYCHOLO MEDIA」（サイコロメディア）管理者に譲渡）。

### 活動
- 子供達との交流イベント及びレクリエーション
- 公演、文化活動などへの招待
- 子供の健全育成を図る里親制度のプロデュース
- 募金活動および寄付
- 就職・進学の支援

### 活動目的
生活の困窮や虐待を繰り返された事を理由に児童養護施設に入所している青少年、また児童青少年矯正施設に入所している青少年や非行少年に対して、施設への慰問やレクリエーションを実施する事を通じ、彼らが前向きな気持ちを持ち、自立した社会生活を送れる大人になるように導く事を目的とする。

### 活動内容
街頭キャンペーン、募金箱、ダイレクトメール等による募金事業を行っている。児童虐待による被害によって親と離別し生活する児童に対する精神的支援、施設退所後の生活の不安を抑制するための経済的支援を行っている。

## 沿革
- 1998年、当時、理事長である前山亜杜武が個人的に札幌市の児童養護施設を訪問していた。毎年、クリスマスに訪問しクリスマスプレゼントを届けていた。以後、毎年の恒例行事となっている。
- 2007年、内閣府より特定非営利活動法人の認証を受け、あきらめないを設立。
- 2008年2月、特別顧問を務める義家弘介ら自民党の新人議員とともに東京都にある児童養護施設を訪問。
- 2008年4月、竹田恒泰が名誉会長に就任。
- 2008年6月、アントニオ猪木とともに札幌市の児童養護施設を訪問。
- 2009年、ウェブメディア「日刊スゴイ人!」を創刊
- 2009年4月、竹田恒泰、義家弘介とともに全国564施設の児童を対象に作文コンテストを実施。
- 2009年9月、清水國明の協力により、目黒若葉寮の児童80名と「森と湖の楽園」にてレクリエーション実施。
- 2009年12月、金王八幡宮にて都内の施設の児童を招待してクリスマスフェスタを開催。
- 2010年10月、ユニバーサル・トワイスボーンの講師として理事長 前山亜杜武が講義。
- 2010年10月、加森観光株式会社より羊が丘養護園の児童をルスツリゾートへ招待。
- 2010年12月、株式会社ジョンソン・エンド・ジョンソンの施設にて、都内の施設の児童を招待してクリスマス会を開催。
- 2011年5月、竹田恒泰名誉会長と前山亜杜武理事長が仙台市内の児童養護施設を訪問。支援金を渡す。
- 2011年12月、羊が丘養護園を訪問し、クリスマスフェスタを開催。
- 2012年9月、｢こまばのまつり｣に参加された目黒若葉寮の屋台運営協力を実施。
- 2012年12月、株式会社ジョンソン・エンド・ジョンソンの施設にて、都内の施設の児童を招待してクリスマス会を開催。
- 2018年11月、「日刊スゴイ人!」をPSYCHOLO MEDIAに譲渡